# Episodi di The Romanoffs
La prima stagione della serie televisiva The Romanoffs, composta da 8 episodi, è stata distribuita su Amazon Video dal 12 ottobre al 23 novembre 2018.
In Italia, la serie è stata distribuita in lingua originale senza sottotitoli, mentre è disponibile con audio e sottotitoli italiani dall'11 gennaio 2019.
| nº | Titolo originale              | Titolo Italiano           | Pubblicazione USA | Pubblicazione Italia |
| -- | ----------------------------- | ------------------------- | ----------------- | -------------------- |
| 1  | The Violet Hour               | L'ora viola               | 12 ottobre 2018   | 11 gennaio 2019      |
| 2  | The Royal We                  | Noi Reali                 | 12 ottobre 2018   | 11 gennaio 2019      |
| 3  | House of Special Purpose      | Casa dei bisogni speciali | 19 ottobre 2018   | 11 gennaio 2019      |
| 4  | Expectation                   | Aspettative               | 26 ottobre 2018   | 11 gennaio 2019      |
| 5  | Bright and High Circle        | La gente che conta        | 2 novembre 2018   | 11 gennaio 2019      |
| 6  | Panorama                      | Panorama                  | 9 novembre 2018   | 11 gennaio 2019      |
| 7  | End of the Line               | Capolinea                 | 16 novembre 2018  | 11 gennaio 2019      |
| 8  | The One That Holds Everything | Colui che possiede tutto  | 23 novembre 2018  | 11 gennaio 2019      |